# Paintla
Paintla är en ort i Mexiko.   Den ligger i kommunen Taxco de Alarcón och delstaten Guerrero, i den södra delen av landet, 120 km sydväst om huvudstaden Mexico City. Paintla ligger 1 339 meter över havet och antalet invånare är 1 695.
Terrängen runt Paintla är kuperad åt sydost, men åt nordväst är den bergig. Paintla ligger nere i en dal. Runt Paintla är det ganska tätbefolkat, med 86 invånare per kvadratkilometer. Närmaste större samhälle är Taxco de Alarcón, 7,7 km nordost om Paintla. I omgivningarna runt Paintla växer huvudsakligen savannskog.